# Oliver Frederick Gillian Hogg
Oliver Frederick Gillian Hogg, britanski general, * 1887, † 1979.